# Like a Stranger
Like a Stranger é o segundo álbum de estúdio do cantor de freestyle Johnny O, lançado em 1990 pela gravadora Micmac Records.
Desse álbum saíram três singles, sendo o primeiro deles, "Dreamboy/Dreamgirl", um dueto com a cantora Cynthia, a canção de maior sucesso, alcançando a posição 53 na Billboard Hot 100. Os singles "We Can't Go On This Way" e "I Just Wanna Get to Know You (If It's Alright with You)", não obtiveram sucesso.
A canção "Bad Mamma Jamma" é um cover da música originalmente lançada por Carl Carlton e "Kiss & Say Goodbye" é um cover da música originalmente lançada por The Manhattans.
O álbum não conseguiu entrar em nenhuma parada musical.

## Faixas
| N.º | Título                                                    | Duração |  |
| 1.  | "Don't Ever Want to Lose Your Love"                       | 5:11    |  |
| 2.  | "Like a Stranger"                                         | 4:38    |  |
| 3.  | "I Gave My Heart to You"                                  | 3:42    |  |
| 4.  | "Dreamboy/Dreamgirl" (participação de Cynthia)            | 4:23    |  |
| 5.  | "We Can't Go On This Way"                                 | 4:52    |  |
| 6.  | "Don't Give Up on Love"                                   | 4:00    |  |
| 7.  | "I Just Wanna Get to Know You (If It's Alright with You)" | 4:20    |  |
| 8.  | "Bad Mamma Jamma"                                         | 4:52    |  |
| 9.  | "Kiss & Say Goodbye"                                      | 3:59    |  |

## Posições nas paradas musicais
Singles - Billboard
| Ano  | Single               | Parada musical                     | Posição |
| ---- | -------------------- | ---------------------------------- | ------- |
| 1990 | "Dreamboy/Dreamgirl" | Hot Dance Music/Maxi-Singles Sales | 17      |
| 1990 | "Dreamboy/Dreamgirl" | The Billboard Hot 100              | 53      |